# Kreditfähigkeit
Unter Kreditfähigkeit versteht man die Fähigkeit einer natürlichen Person oder juristischen Person, rechtswirksam Kreditverträge abschließen zu können.

## Allgemeines
Kreditverträge gehören zu den Verträgen, für deren rechtswirksamen Abschluss regelmäßig Geschäftsfähigkeit bei natürlichen Personen und Rechtsfähigkeit bei juristischen Personen des privaten und öffentlichen Rechts sowie bei Personenhandelsgesellschaften erforderlich ist. Liegt Geschäfts- oder Rechtsfähigkeit – aus welchen Gründen auch immer – nicht vor, sind Verträge – und damit auch Kreditverträge – nichtig und entfalten von vorneherein keinerlei Rechtswirkungen. Die Kreditnehmer übernehmen in Kreditverträgen Verpflichtungen, für die sie nur haften müssen, wenn sie kreditfähig sind. Kommt es zu Vertragsstörungen, können Kreditinstitute rechtlich gegen ihre Schuldner nur vorgehen, wenn die Kreditverträge rechtsgültig sind. Die Prüfung der Kreditfähigkeit und der Kreditwürdigkeit ist deshalb bei Kreditinstituten vor einer Kreditvergabe stets zu prüfen.

## Voraussetzungen
Auf der Seite des Kreditgebers stehen meist Kreditinstitute, deren Rechtsfähigkeit durch Eintragung im Handelsregister hergestellt ist. Die Frage nach der Kreditfähigkeit stellt sich eher bei Kreditnehmern.
Bei Kreditnehmern werden die Kreditgeber die Rechtsfähigkeit hinterfragen müssen, da der gute Glaube an die Rechts- oder Geschäftsfähigkeit des Vertragspartners vom Gesetz nicht geschützt wird.
- Natürliche Personen müssen volljährig sein, um rechtsverbindlich Kreditverträge abschließen zu können. Sie dürfen nicht unter Betreuung stehen und es darf kein Einwilligungsvorbehalt in finanziellen Angelegenheiten angeordnet sein. Minderjährige bedürfen zur Kreditaufnahme neben der Genehmigung ihrer gesetzlichen Vertreter (Eltern) zusätzlich der Genehmigung des Familiengerichts (§ 1643 (1) BGB in Verbindung mit § 1822 Nr. 8 BGB).
- Bei juristischen Personen ist von Banken zu prüfen, in welchem Umfang ein Organ die Institution rechtswirksam vertreten kann. Dies ergibt sich einerseits aus dem Gesetz und andererseits aus dem Handelsregister und der Satzung[3] nach Privatrecht oder der Satzung nach öffentlichem Recht. Bei ihnen gilt wie beim rechtsfähigen Verein, dass die juristische Person die Haftung für vom Vorstand übernommene Verbindlichkeiten übernimmt (§ 89 Abs. 1 BGB). Bei privatrechtlich organisierten Unternehmen dürfen außer dem Vorstand auch Prokuristen Kreditverträge unterzeichnen (§ 49 Abs. 1 HGB). Handlungsbevollmächtigte dürfen im Regelfall hingegen keine Kreditverträge unterzeichnen (§ 54 Abs. 2 HGB), hierzu bedarf es einer besonderen Befugnis. Bei Kreditnehmern des öffentlichen Rechts (Gebietskörperschaften, Anstalten des öffentlichen Rechts, Körperschaften des öffentlichen Rechts) gelten Sonderregelungen. Je nach Bundesland muss bei Kommunalkrediten oft die Kommunalaufsicht eine Kreditgewährung genehmigen.
- Bei nichtrechtsfähigen Personengemeinschaften (Gesellschaften bürgerlichen Rechts, Erbengemeinschaften) und nichtrechtsfähigen Vereinen sind die Zustimmung aller Beteiligten und eine Verpflichtung als Gesamtschuldner im Kreditvertrag erforderlich.

## Sonstiges
Die noch 1957 von Konrad Mellerowicz vertretene Auffassung, dass Kreditfähigkeit eine Funktion der Vermögens- und Ertragslage des Kreditnehmers sei, hat sich nicht durchgesetzt. Die wirtschaftlichen Verhältnisse des Kreditnehmers sind vielmehr Gegenstand der Kreditwürdigkeitsprüfung bei Kreditinstituten.